# Baltic Capesize Index
Le Baltic Capesize Index (Baltic Capesize Index en anglais, ou BCI) est un indice des prix pour le transport maritime de vrac sec, et utilisé pour le règlement de contrats à terme dans le secteur du transport maritime.
Cet indice est publié par la société britannique Baltic Exchange basée à Londres. Il est le sous-indice le plus volatil et le plus liquide parmi ceux constituant le Baltic Dry Index (BDI).

## Méthodologie
En 2011, le BCI est une moyenne pondérée des prix des affrètements (charte-parties sur le parcours ou sur la durée) de navires Capesize sur les 10 routes maritimes mondiales suivantes,: 
| Abréviation | Type de cargo                        | Port en lourd du navire (en tonnes métriques) | Route                                                                                                  | Coefficient |
| ----------- | ------------------------------------ | --------------------------------------------- | --- | ----------- |
| C2          | Minerai de fer                       | 144 000 à 176 000                             | Tubarao à Rotterdam                                                                                    | 0.10        |
| C3          | Minerai de fer                       | 144 000 à 187 000                             | Tubarao à Qingdao                                                                                      | 0.15        |
| C4          | Charbon                              | 135 000 à 165 000                             | Richards Bay à Rotterdam                                                                               | 0.05        |
| C5          | Minerai de fer                       | 144 000 à 187 000                             | Australie occidentale à Qingdao                                                                        | 0.15        |
| C7          | Charbon                              | 135 000 à 165 000                             | Bolivar à Rotterdam                                                                                    | 0.05        |
| C8_03       | Non applicable (affrètement à temps) | 172 000                                       | Livraison et retour entre Gibraltar et Hambourg pour un voyage transatlantique (durée 30 à 45 jours)   | 0.10        |
| C9_03       | Non applicable (affrètement à temps) | 172 000                                       | Livraison sur le continent européen, retour entre la Chine et le Japon (durée 65 jours)                | 0.05        |
| C10_03      | Non applicable (affrètement à temps) | 172 000                                       | Livraison et retour entre la Chine et le Japon, pour un voyage dans le Pacifique (durée 30 à 40 jours) | 0.20        |
| C11_03      | Non applicable (affrètement à temps) | 172 000                                       | Livraison entre la Chine et le Japon, retour sur le continent européen (durée 65 jours)                | 0.15        |

La définition des routes composant l'indice est sujette à modification par le Baltic Exchange.
L'indice est publié chaque jour du lundi au vendredi à 13 heures (fuseau horaire de Singapour).
Le panel de courtiers maritimes consultés pour les prix des affrètements sont Arrow Chartering (UK), Banchero-Costa, Barry Rogliano Salles (BRS), Chinica Shipbrokers Ltd, Clarksons, Fearnleys, EA Gibson Shipbrokers, Howe Robinson, Ifchor, Ildo Chartering Corporation, LSS B, Neo Chartering, Simpson Spence & Young, et Thurlestone Shipping.